# Charsznica
Charsznica est une localité polonaise, siège de la gmina de Charsznica, située dans le powiat de Miechów en voïvodie de Petite-Pologne.